# Gerold I van Armagnac
Gerold I Trancaléon van Armagnac (overleden in 1011) was van 995 tot aan zijn dood graaf van Armagnac. Hij behoorde tot het huis Armagnac.

## Levensloop
Gerold I was de zoon van graaf Bernard I van Armagnac en diens echtgenote Emerine.
Rond 995 volgde hij zijn overleden vader op als graaf van Armagnac, wat hij bleef tot aan zijn overlijden in 1011.
Hij was gehuwd met Adelais, dochter van hertog Willem V van Aquitanië. Na zijn overlijden hertrouwde Adelais met burggraaf Arnold II van Lomagne. Uit het huwelijk van Gerold en Adelais zijn twee kinderen bekend:
- Galdis, huwde met Adhémar van Polestron, burggraaf van Corneilhas
- Bernard II (overleden tussen 1064 en 1090), graaf van Armagnac